# 秘宝館
秘宝館（ひほうかん）は、性風俗や人間の性・生物の性に関する古今東西の文物を収蔵した施設。

## 概要

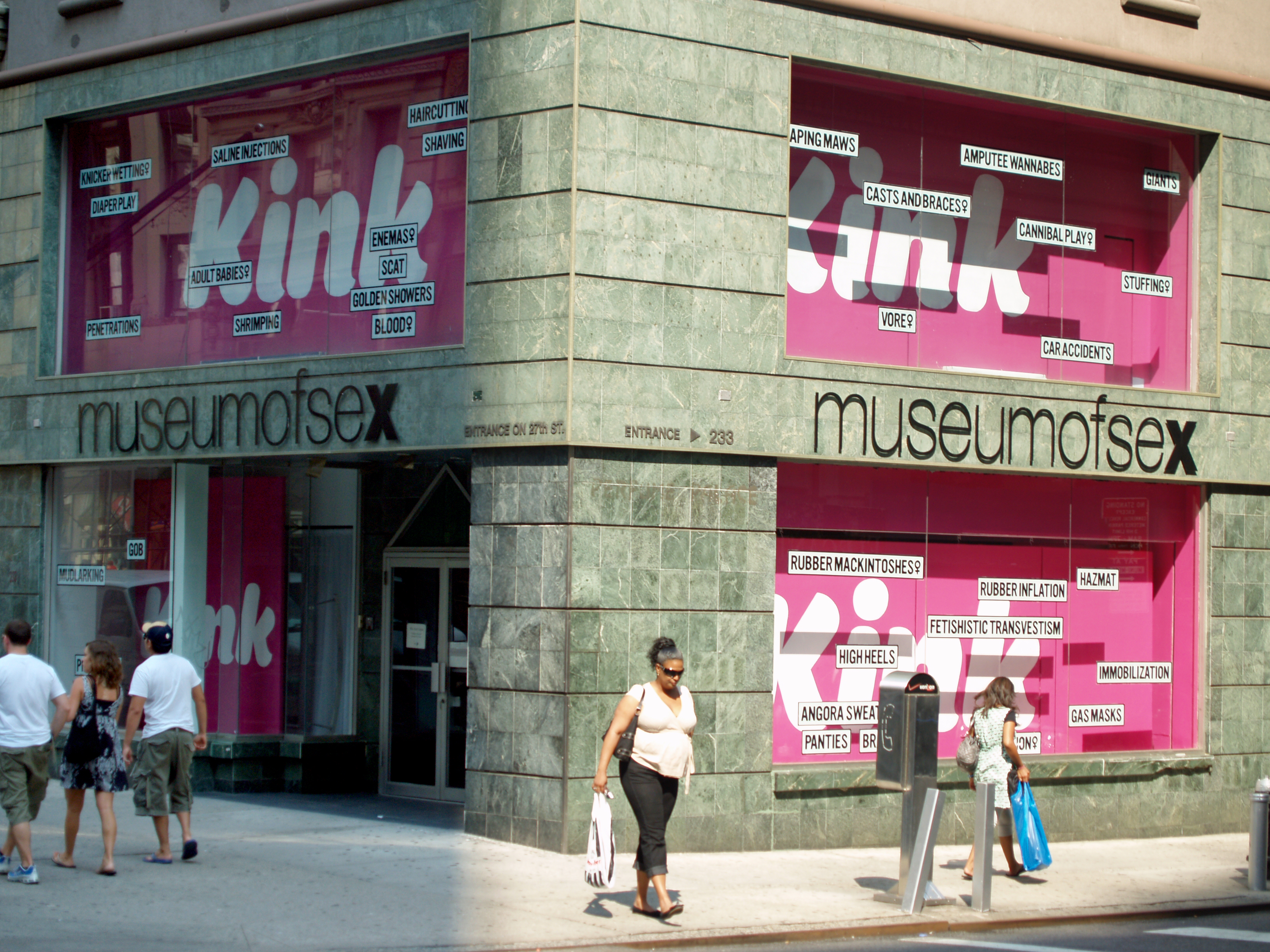
ニューヨークのミュージアム・オブ・セックス

元来は性風俗に限らず、歴史的に重要な古今東西の珍品・秘宝を収蔵した施設を表すが、「○○秘宝館」は性風俗に関係する物品を陳列する施設とほぼ同一でおもに性や性風俗を扱う施設を婉曲的に表現する。
日本最初の秘宝館は1969年4月にオープンした徳島県の「男女神社秘宝館」である。1972年に京都科学標本が協力した伊勢の「元祖国際秘宝館」が開業する。後年に温泉街など大規模な観光スポットを中心に全国で作られるようになり、会社などの団体旅行が全盛した1970年代後半から1980年代頃に最盛期を迎えた。1970年代後半以降の秘宝館は、男性客だけでなく女性客も視野に入れたり、東宝などの映像・舞台美術業者の制作によるアミューズメント型の展示を行う施設なども多く見られるようになった。
1990年頃から団体旅行客の減少や社会の洗練により忌避されて次第に入館者が減少し、多くの秘宝館が閉館した。1990年代中頃から都築響一らによって各地の秘宝館が雑誌や番組で紹介され、怖いもの見たさやアウトサイダーアート的な過剰表現など秘宝館を見直す動きもある。東北サファリパークに1980年から併設されていた秘宝館が、2006年に観客からの通報により警察の捜査を受けて経営者がわいせつ図画陳列で逮捕される。
性に関する物品を集めた私設博物館は、1960年代の性の革命やフリーセックスなどの文化や風潮を背景にヨーロッパをはじめ世界各国に開設されており、21世紀に入ってアジア各国などにも広がりを見せている。普通は「飾り窓」など各都市の売春地区やポルノショップの集まる場所に作られ、「セックスミュージアム」(sex museum、Musée de l'érotisme)、「エロティックミュージアム」(erotic museum) などと呼ばれている。
日本の秘宝館は、蝋人形などや大掛かりな機械仕掛けを多用して妄想世界を再現した「エンターテイメント系またはレジャー系秘宝館」と性風俗に関係した物品を収集・展示した「コレクション系秘宝館」がある。エンターテイメント系秘宝館は、蝋人形や機械などの設置と維持に多額の費用を要し、企業体が営利目的で運営していることが多く、採算が合わなければ閉館する事例が多い。エンターテイメント系秘宝館は、「元祖国際秘宝館」（三重県度会郡玉城町）系列など秘宝館を全国で複数運営する事例や、東京ドームの系列会社アタミロープウェイが静岡県熱海市で運営する「熱海秘宝館」などがある。コレクション系秘宝館は、おもに地元の好事家が収集した性風俗品を展示して個人が運営していることが多い。
施設の性質上、未成年者は入館禁止で、ほとんどの秘宝館で原則として写真撮影が禁止される。

## 展示物
- 動物の生殖器の標本
- 性神石仏のレプリカや写真
- 生殖器の形をした彫刻・オブジェ・民芸品など
- 性行為中のシーンなど、性的好奇心をそそるものを描いた絵画
- 性的好奇心をそそるものを表現した人形
- 四十八手などの性的好奇心をそそるシーンやポルノ映画を上映するコーナー
- 性病（性行為感染症）、妊娠を解説したパネルや模型（妊娠による体型の変化や梅毒の皮膚症状など）など。

## 関連施設
2019年に、閉館した秘宝館の展示物を譲り受けた個人が、収集品の一部を展示するバー「ニュー秘宝館」を豊島区に開業した。

## 秘宝館一覧
日本
- 北海道
  - 北海道秘宝館（廃館）
- 福島県
  - 東北サファリパーク秘宝館（廃館）[注釈 1]
  - 東北秘宝館極楽殿（廃館）
  - 高柴デコ屋敷・道六館
- 栃木県
  - 鬼怒川秘宝殿（廃館[5]）
  - 性神の館（廃館）[注釈 2]
  - 高尾観音（廃館）
  - 竜王観音（廃館）
- 群馬県
  - いろは美術館
  - 武弘自然生態博物館（廃館）
  - 珍宝館[注釈 3]
  - 藤原郷精魂宮（廃館）
  - 伊香保命と性ミュージアム女神館[注釈 4]
  - 若旅民具茶屋（若旅民芸館）
- 埼玉県
  - 八潮秘宝館
- 神奈川県
  - 金山神社資料室
  - 中国珍宝館（廃館）
- 山梨県

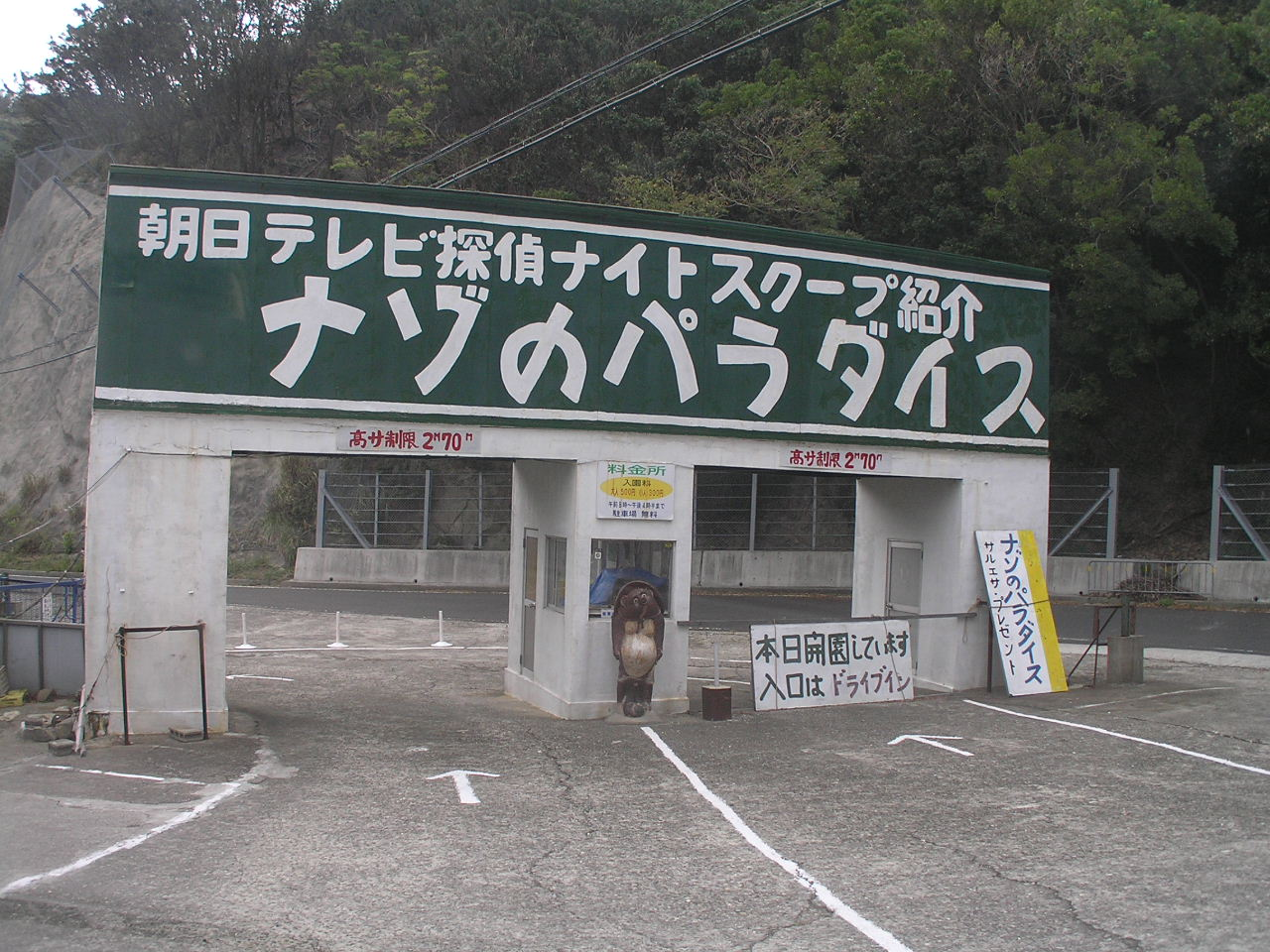
かつて淡路島にあった立川水仙郷ナゾのパラダイス

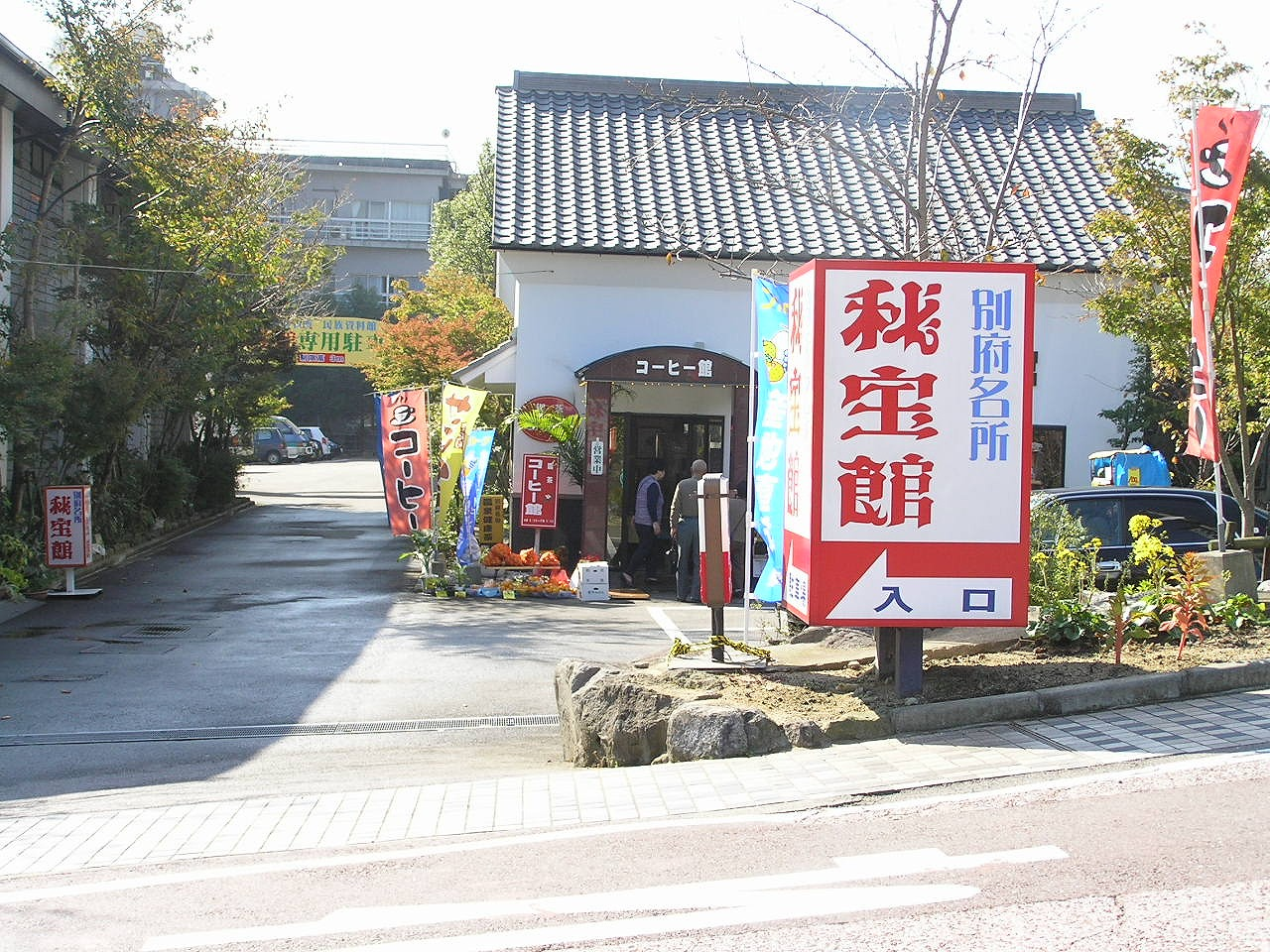
かつて別府・鉄輪温泉にあった別府秘宝館

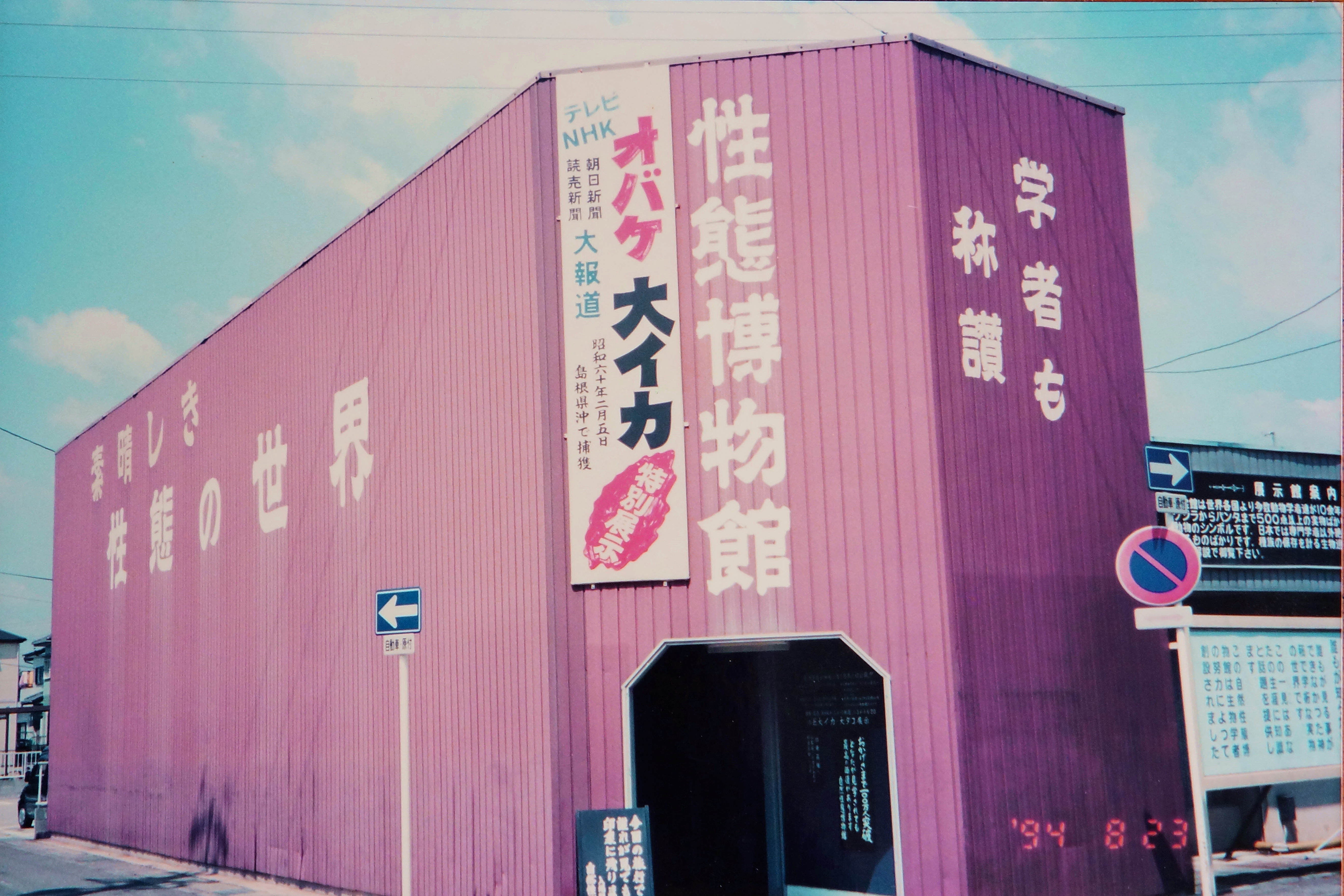
愛知県にかつて存在した性態博物館

  - 元祖国際秘宝館 甲府石和館（廃館） - 閉館後、外観はほぼそのままに、ドン・キホーテいさわ店となっていたが、2021年6月20日閉店。
  - 石和秘宝館ロマンの館（廃館）
  - 桃丘コレクション（廃館）
  - 富士博物館天野コレクション（閉鎖中[注釈 5]）
- 新潟県
  - HIHOKAN夢（廃館）
- 静岡県
  - 熱海秘宝館[注釈 6]
  - 伊豆オレンヂセンター浮世絵奥の院[注釈 7]
  - 伊豆極楽苑秘宝展[注釈 8]
  - 珍品館（廃館）
  - 沼津秘宝館（廃館）
  - まぼろし博覧会[注釈 9]
  - 了仙寺宝物館秘仏コレクション[注釈 10]
- 愛知県
  - 性態博物館（旧名・日本陰陽秘宝館）（廃館）
- 三重県
  - 元祖国際秘宝館 伊勢館（廃館）
  - 元祖国際秘宝館 鳥羽館（SF未来館）（廃館）
- 和歌山
  - 白浜美術館・歓喜神社
- 石川県
  - 北陸秘宝館（廃館）
- 京都府
  - 江戸風俗秘宝館（廃館）
- 兵庫県
  - 立川水仙郷ナゾのパラダイス（閉館）[注釈 11]
- 島根県
  - 神話秘宝館（廃館）
- 山口県
  - 道祖神の里（旧名・秘宝の館）（廃館）
- 香川県
  - こんぴら秘宝館（廃館）
- 徳島県
  - お花大権現奉納物殿
  - お山公園（廃館）
  - 男女神社秘宝館（日本最初の秘宝館）（廃館）
- 愛媛県
  - 多賀神社凸凹神堂[注釈 12]
- 高知県
  - 土佐桃源郷（廃館）
- 佐賀県
  - 嬉野観光秘宝館（旧名・嬉野武雄観光秘宝館）（廃館[6]）
- 大分県
  - 別府秘宝館（別府民族資料館）（廃館）
- 宮崎県
  - 愛の資料館（廃館）
  - ギャラリー蔵
- 鹿児島県
  - 笑喜屋衆楽秘宝舎（廃館）

 アイスランド
- アイスランドペニス博物館（The Icelandic Phallological Museum）[注釈 13]

 アメリカ合衆国
- ザ・エロティック・ミュージアム[注釈 14]
- 性の博物館（ミュージアム・オブ・セックス）[注釈 15]

 イギリス
- Amora Academy of Sex and Relationships[注釈 16]

 オランダ
- エロティック・ミュージアム[注釈 17]
- セックス・ミュージアム[注釈 18]

 スペイン
- MUSEU de l' EROTICA[注釈 19]

 韓国
(済州島)
- 健康と性の博物館（The Museum of Sex & Health）[注釈 20]
- 済州ラブ・ランド（Jeju Love Land）[注釈 21]
- 世界性文化博物館（World Eros Museum）
- gyengjuLovecastle
- 春画博物館

 中国
- 中華性文化博物館[注釈 22]
- 丹霞山中華性文化博物館
- 武漢性学展覧館

 ドイツ
- Beate Uhse Erotik-Museum
- Erotic Art Museum[注釈 23]

 フランス
- Musée de l'érotisme[注釈 24]

## 秘宝館関連作品

### 書籍
- 都築響一 『ROADSIDE JAPAN - 珍日本紀行』（1996年 アスペクト）ISBN 489366641X
- 『全国お宝スポット魔境めぐり！ 別冊宝島378』（1998年 宝島社） ISBN 4796693785
- 田中聡 『ニッポン秘境館の謎』（1999年 晶文社） ISBN 4794963904
- 都築響一 『精子宮：鳥羽国際秘宝館・SF未来館のすべて』（2001年 アスペクト） ISBN 4757208340
- 都築響一 『珍世界紀行』（2004年 筑摩書房）ISBN 4480876170
- 東海秘密倶楽部監修 『元祖国際秘宝館 公式ガイドブック』（2007年 インディヴィジョン）
- 舟橋蔵人監修 『消えゆくニッポンの秘宝館 〜秘宝館を世界遺産に！〜』（2007年 インディヴィジョン）
- 都築響一 『秘宝館』（2009年 アスペクト） ISBN 4757216696
- 酒井竜次監修 『I LOVE 秘宝館』（2009年 八画） ISBN 4990371232
- 妙木忍 『秘宝館という文化装置』（2014年 青弓社） ISBN 4787233734

### 映像
- 都築響一 『Sperm Palace　精子宮』（2007年 IMPERIAL PRESS）
- 笹谷遼平 『昭和聖地巡礼 〜秘宝館の胎内〜』（2007年 ササタニーチェ）
- 村上賢司 『伊勢エロスの館 元祖国際秘宝館』（2008年 ローランズ・フィルム）
- 村上賢司 『性愛の里 北海道秘宝館 〜その耽美な世界〜』（2009年 ローランズ・フィルム）
- 水岩裕介 『韓国済州島 秘宝館×三館　JEJU LOVE LAND×SEX MUSEUM×World Eros Museum』（2009年 ローランズ・フィルム）
- サワダクニヒロ 『石和秘宝館ロマンの館 〜十年の眠りから目覚める異形の芸術たち〜』（2009年 ローランズ・フィルム）
- 村上賢司 『エロスの行方・消えゆく“ 秘宝館 ”』（2014年 フジテレビ・ NONFIX）
- 村上賢司 『愛の神秘 嬉野武雄観光秘宝館』（2014年 ローランズ・フィルム ）
- 富田克也『国道20号線』（2007年 空族）では、ドン・キホーテいさわ店に転換した後の旧元祖国際秘宝館石和館が登場する
- 福田光睦『HYODO 八潮秘宝館ラブドール戦記』（2022年 エクストリーム）[7]